# جیلت ۷۴۵۰۹
سیارک ۷۴۵۰۹ (به انگلیسی: 74509 Gillett، نامگذاری:1999FG7) هفتاد و چهار هزار و پانصد و نهمین سیارک کشف شده‌است که در ۲۲ مارس ۱۹۹۹ کشف شد.